# Bukowie Górne
Bukowie Górne – wieś w Polsce położona w województwie łódzkim, w powiecie bełchatowskim, w gminie Drużbice.
W latach osiemdziesiątych XVIII w. miejscowość należała do wdowy po kasztelanie konarskim sieradzkim, Szymonie Zarembie.
Za Królestwa Polskiego istniała gmina Bukowie.
W latach 1975–1998 miejscowość administracyjnie należała do województwa piotrkowskiego.

## Części wsi
| SIMC    | Nazwa  | Rodzaj |
| ------- | ------ | ------ |
| 0538254 | Wrzosy | osada  |

## Zabytki
Według rejestru zabytków Narodowego Instytutu Dziedzictwa na listę zabytków wpisane są obiekty:
- zespół dworski, 1920, nr rej.: 338 z 16.03.1984:
  - dwór
  - park